# 稲荷社 (さいたま市緑区下山口新田)
稲荷社（いなりしゃ）は、埼玉県さいたま市緑区の神社。

## 歴史
1791年（寛政3年）に創建された。当地は1728年（享保13年)より新田開発が推し進められた。開発は難航を極め、軌道に乗せるのに60年もの歳月を要した。ようやく開発が成功した1791年（寛政3年）に五穀豊穣・村の発展を願って創建されたものと推測される。当地の「下山口新田」という地名は、新田開発を江戸の商人鯉屋藤左衛門が請け負い、藤左衛門の姓が「山口」であることから名付けられた。
1873年（明治6年）、近代社格制度に基づく「村社」に列せられた。

## 交通アクセス
- 東浦和駅より徒歩18分。